# Francesco Verri
Francesco Verri (Mantua, 11 de junio de 1885-Piombino, 6 de junio de 1945) fue un deportista italiano que compitió en ciclismo en la modalidad de pista. Ganó una medalla de oro en el Campeonato Mundial de Ciclismo en Pista de 1906, en la prueba de velocidad individual.

## Medallero internacional
| Campeonato Mundial | Campeonato Mundial | Campeonato Mundial | Campeonato Mundial       |
| Año                | Lugar              | Medalla            | Competición              |
| ------------------ | ------------------ | ------------------ | ------------------------ |
| 1906               | Ginebra (Suiza)    | Medalla de oro     | Velocidad individual (A) |